# Edward Idris Cassidy
Edward Idris Cassidy AC, OMRI (Sydney, 5 de julho de 1924 – Newcastle, 10 de abril de 2021) foi um cardeal da Igreja Católica australiano, presidente emérito do Pontifício Conselho para a Promoção da Unidade dos Cristãos.

## Biografia
Filho de Harold George Cassidy e Dorothy May Phillips, nenhum dos pais era católico. Como passou a ser criado pelos avós paternos, embora fosse batizado na Igreja Anglicana, foi batizado novamente na Igreja Católica (já que sua avó era uma irlandesa católica), quando tinha três ou quatro anos.
Desde muito jovem começou a pensar no sacerdócio sem influência de ninguém, então ele foi admitido na Parramatta High School; naquela época um padre da paróquia de São Félix o desencorajou de se tornar padre porque ele não tinha concluído o ensino médio, não havia estudado em escolas católicas e sua origem familiar era definitivamente "inadequada". Por conta de dificuldades financeiras após a morte de seu avô em 1939, ele trabalhou no Departamento de Transporte Rodoviário de Nova Gales do Sul como escriturário júnior, tendo que interromper seus estudos.
Em 1942, ele foi diretamente ao arcebispo Norman Thomas Gilroy, de Sydney, para apresentar seu caso para entrar no sacerdócio; o arcebispo concordou e ele entrou no St. Columba's College (seminário) de Springwood, em fevereiro de 1943 (na cadeira de filosofia). Então, depois de um ano, ele foi para o St. Patrick's College de Manly, recebendo o subdiaconato em 1949.
Foi ordenado padre em 23 de julho de 1949, na Catedral Metropolitana de Santa Maria, em Sydney, pelo cardeal Norman Thomas Gilroy, arcebispo de Sydney. Na mesma ocasião, foi ordenado o padre Edward Bede Clancy, quando se tornaram e permaneceram bons amigos ao longo dos anos. Ele celebrou sua primeira missa na Igreja de Santa Brígida, em Cogee, onde sua avó havia sido enterrada. Ele se ofereceu para ser transferido para a Diocese de Wagga Wagga após a ordenação sacerdotal. Em janeiro de 1950, foi designado para a pequena paróquia de Yenda. Em 1952, o bispo Francis Henschke de Wagga Wagga perguntou-lhe se ele gostaria de ir a Roma para estudar direito canônico.
Assim, estudou na Pontifícia Universidade Lateranense de Roma, onde obteve o doutorado em direito canônico, em julho de 1955 (dissertação sobre a história e a natureza jurídica das delegações apostólicas) e na Pontifícia Academia Eclesiástica, também em Roma, a partir de outubro de 1953, onde obteve o diploma de estudos diplomáticos. Depois de terminar seus estudos, ingressou no Serviço diplomático do Vaticano em julho de 1955. Adido da internunciatura na Índia de agosto de 1955 a outubro de 1962. Foi nomeado camareiro supranumerário privado de Sua Santidade, em 3 de julho de 1956, sendo confirmado pelo novo Papa Paulo VI em 21 de junho de 1963. Entre as funções diplomáticas nessa época, foi auditor da nunciatura na Irlanda, de outubro de 1962 a junho de 1967, conselheiro da delegação apostólica nos Estados Unidos em junho de 1967; ao mesmo tempo, o núncio na Irlanda, o arcebispo Giuseppe Sensi, foi transferido para a nunciatura apostólica em Portugal; Monsenhor Cassidy teve que ficar em Dublin até novembro seguinte e, alternativamente, foi nomeado conselheiro da nunciatura em El Salvador, onde permaneceu até o final de 1969; foi também conselheiro da nunciatura na Argentina desde o Natal de 1969 até sua promoção ao episcopado em 1970.
Eleito arcebispo-titular de Amantia e nomeado pró-núncio na República da China, em 27 de outubro de 1970, foi consagrado no dia 15 de novembro seguinte, na capela do Pontifício Ateneu Urbano da Propaganda Fide, em Roma, por Jean Villot, Cardeal Secretário de Estado, tendo como co-sagrantes Giovanni Benelli, arcebispo-titular de Tusuro, substituto da Secretaria de Estado, e por Matthew Beovich, arcebispo de Adelaide, em representação de Sergio Pignedoli, arcebispo-titular de Icônio, secretário da Congregação para a Evangelização dos Povos.
Com a abertura da nunciatura apostólica de Bangladesh em 31 de janeiro de 1973, tornou-se seu pró-núncio, acumulando com a China. Em 25 de março de 1979, passou a ser Delegado apostólico no Sul da África e pró-núncio no Lesoto, e em 6 de novembro de 1984, tornou-se Pró-núncio nos Países Baixos.
Foi nomeado Substituto da secretaria de Estado para Assuntos Gerais em 23 de março de 1988. Depois, foi nomeado Presidente do Pontifício Conselho para a Promoção da Unidade dos Cristãos e da Comissão para as Relações Religiosas com o Judaísmo em 12 de dezembro de 1989.
Foi anunciado em 29 de maio de 1991 sua criação como cardeal, no Consistório de 28 de junho, quando foi criado cardeal-diácono de Santa Maria na Via Lata. Renunciou à presidência do Pontifício Conselho em 3 de março de 2001. Passou para a ordem dos cardeais-presbíteros e sua diaconia foi elevada pro hac vice  em 26 de fevereiro de 2002. Retirou-se para Warabrook, subúrbio de Newcastle, na Nova Gales do Sul.
Cassidy morreu em 10 de abril de 2021, aos 96 anos de idade, em Newcastle.

## Conclaves
- Conclave de 2005 - não participou da eleição de Joseph Ratzinger como Papa Bento XVI, pois perdeu o direito ao voto em 5 de julho de 2004.
- Conclave de 2013 - não participou da eleição de Jorge Mario Bergoglio como Papa Francisco.